# Große Nacktrückenfledermaus

Unvollständige Skizze des Verbreitungsgebiets

Die Große Nacktrückenfledermaus (Pteronotus gymnonotus) ist ein Säugetier in der Familie der Kinnblattfledermäuse.

## Merkmale
Wie der Name andeutet, ist die Art mit einer Kopf-Rumpf-Länge von 51 bis 69 mm, einer Schwanzlänge von 17 bis 27 mm und einem Gewicht von 12 bis 18 g der größte Vertreter der Gattung Nacktrückenfledermäuse. Sie hat 50 bis 56 mm lange Unterarme, 9 bis 13 mm lange Hinterfüße und 13 bis 20 mm lange Ohren. Die Variation der Fellfarbe der Oberseite reicht von dunkelbraun bis orangebraun, während das Fell der Unterseite heller ist. Wie bei anderen Gattungsmitgliedern sind die Flughäute auf dem Rücken miteinander verbunden. Die Flügel sind entgegen dem Gattungsnamen nicht nackt, sondern dicht von kurzen Haaren bedeckt. Am Schädel ist der knöcherne Teil der Schnauze (Rostrum) auffällig breit und kürzer als die Hälfte der gesamten Schädellänge. In anderen Körpermerkmalen gleicht die Art anderen Nacktrückenfledermäusen.

## Verbreitung
Das Verbreitungsgebiet reicht vom Bundesstaat Veracruz im Süden Mexikos über Mittelamerika bis zur Region Guyanas sowie über Ecuador, Peru und Bolivien bis zum Bundesstaat Mato Grosso in Brasilien. Die Große Nacktrückenfledermaus fehlt in zentralen Bereichen des Amazonasbeckens. Sie lebt im Flach- und Hügelland bis 400 Meter Höhe. Die Exemplare halten sich in Wäldern, Gebüschflächen und Savannen auf, wobei sie dichten Bewuchs meiden.

## Lebensweise
Die Große Nacktrückenfledermaus ruht oft zusammen mit anderen Kinnblattfledermäusen oder mit Blattnasen in großen, feuchten Höhlen. Sie jagt bevorzugt Blatthornkäfer und hat andere Insekten als Beute. Die Rufe zur Echoortung sind durchschnittlich 6,6 Millisekunden lang und bestehen aus drei Tonfolgen. Am kräftigsten ist die zweite Tonfolge, bei der die Frequenz von 55 kHz auf 49 kHz sinkt. Trächtige Weibchen konnten im Norden Mittelamerikas zwischen April und Juni dokumentiert werden. Im Norden Brasiliens erfolgt die Geburt der Nachkommen laut Einzelfunden in die Regenzeit zwischen September und November.

## Gefährdung
Störungen in den Höhlen können begrenzte Populationen negativ beeinflussen. Die Gesamtpopulation wird als stabil eingeschätzt und verschiedene Kolonien bestehen aus mehreren tausend Exemplaren. Die IUCN listet die Große Nacktrückenfledermaus als „nicht gefährdet“ (least concern).